# Pruniers-en-Sologne

Pruniers-en-Sologne este o comună în departamentul Loir-et-Cher, Franța. În 1 ianuarie 2022 avea o populație de 2.281 de locuitori.